# Tlalnepanco
Tlalnepanco es una localidad de México localizada en el municipio de Huejutla de Reyes en el estado de Hidalgo.

## Toponimia
Del náhuatl Tlal-nepan-co; Tlalli, tierra, nepantla, enmedio, co, final de lugar: “En medio de la tierra”.

## Geografía
Se encuentra en la región geográfica de la Huasteca hidalguense. A la localidad le corresponden las coordenadas geográficas 21° 03’ 15.369” de latitud norte y 98° 31’ 40.087” de longitud oeste, con una altitud de 358 m s. n. m. Cuenta con un clima semicálido húmedo con lluvias todo el año.
En cuanto a fisiografía se encuentra en la provincia de la Sierra Madre Oriental, dentro de la subprovincia de Carso Huasteco; su terreno es de sierra. En lo que respecta a la hidrografía se encuentra posicionado en la región de Pánuco, dentro de la cuenca del río Moctezuma, y en la subcuenca del río Los Hules.

## Demografía
En 2020 registró una población de 526 personas, lo que corresponde al 0.42 % de la población municipal. De los cuales 246 son hombres y 280 son mujeres.
| Gráfica de evolución demográfica de Tlalnepanco entre 1910 y 2020                            |
|                                                                                              |
| Población de los censos y conteos del Instituto Nacional de Estadística y Geografía (INEGI). |